# سلمى نجم الدين
سلمى نجم الدين (مواليد 5 مارس 1996) هي لاعبة سباحة إيقاعية مصرية، مثّلت مصر في أولمبياد ريو دي جانيرو 2016 وحلت مع منتخب مصر في المركز السابع.

## روابط خارجية
- سلمى نجم الدين على موقع الاتحاد الدولي للسباحة (الإنجليزية)
- سلمى نجم الدين على موقع أوليمبيديا (الإنجليزية)